# Manuel del Río Martínez
Manuel del Río Martínez é um arquitecto espanhol. Esteve presente no desenho da Torre Windsor  (Azca-Madrid) (1976) (junto com Ignacio Ferrero, Alemany, Alas y Casariego)
1. ↑  elmundo.es